# Gouingo
Gouingo är en ort i Burkina Faso.   Den ligger i regionen Plateau-Central, i den centrala delen av landet, 80 km öster om huvudstaden Ouagadougou. Gouingo ligger 286 meter över havet och antalet invånare är 2 052.
Terrängen runt Gouingo är platt, och sluttar västerut. Närmaste större samhälle är Mogtédo, 5,2 km norr om Gouingo.
Omgivningarna runt Gouingo är en mosaik av jordbruksmark och naturlig växtlighet. Runt Gouingo är det ganska tätbefolkat, med 78 invånare per kvadratkilometer.